# Itaguajé
Itaguajé is een gemeente in de Braziliaanse deelstaat Paraná. De gemeente telt 4.589 inwoners (schatting 2009).